# Tauriai-palota
A Tauriai-palota vagy Tavricseszkij-palota (Oroszul: Таврический дворец, Tavricseszkij dvorec) egy neoklasszicista stílusban épült palota Szentpéterváron. Az idők során több funkciót is betöltött, történelmi személyek rezidenciája, országgyűlések helyszíne, kormányépület, pártakadémia és a lovas őrezred (Конный лейб-гвардии полк) központja is volt.

## Fekvése és megközelítése
A palota Szentpétervár központi kerületében, a Néva bal partján, a Spalernaja utca 47. szám alatt található. Délről a Tauriai kert (illetve azon túl a Kirocsnaja utca), keletről a Tavricseszkaja utca, nyugatról pedig a Patyomkinszkaja utca határolja.
Tömegközlekedés:
- Metró: 1. vonal - Csernisevszkaja megálló
- Autóbusz: 46, 54, 74, 135, 135
- Iránytaxi: K-76

## Története

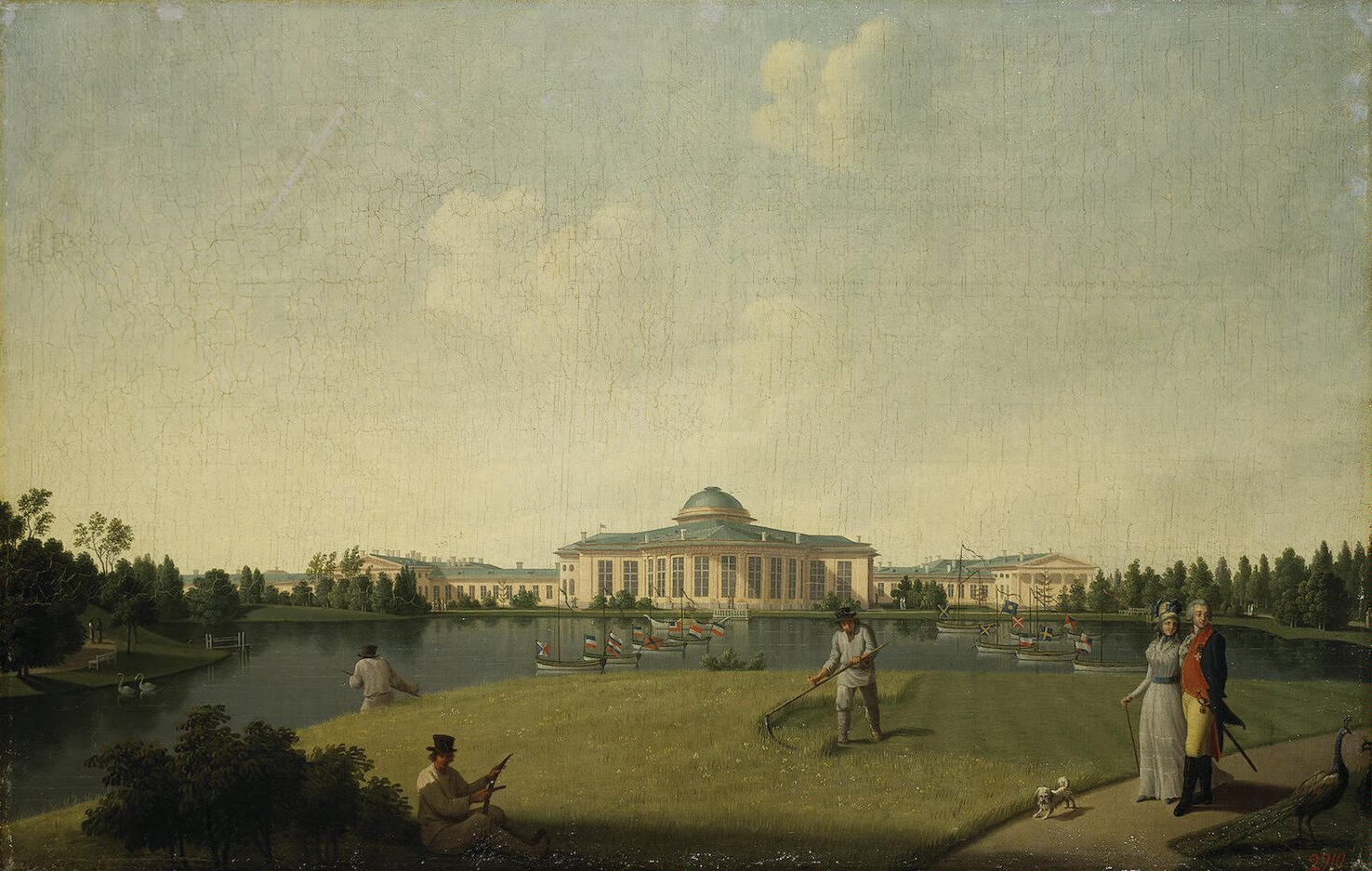
Benjamin Patersen: A Tauriai-palota látképe a kert felől (olaj, vásznon, 1797 előtt)

A palota Nagy Katalin cárnő kedvenc hadvezérének, Grigorij Alekszandrovics Patyomkin hercegnek épült. Az épület a tauriai hercegként (Tavricseszkij herceg) ismert hadvezérről kapta nevét. Az 1783-ban kezdődő munkálatokkal Ivan Jegorovics Sztarov építészt bízták meg. Az építés költsége mintegy 400000 aranyrubel volt.
A 19. században, I. Sándor idején nagyszabású felújításra és átalakításra került sor. A Carlo Rossi és Vaszilij Petrovics Sztaszov építészek vezette munkálatok után a palota újra uralkodói rezidencia lett.
A palota négy fő helyiségből áll: dómterem, nagy galéria (vagy Katalin-terem), előcsarnok és télikert. Építésekor a nagy galéria a legtágasabb palotahelyiség volt az orosz fővárosban: hossza 74,5 m, szélessége pedig 14,9 m. A télikert ritka növényfajoknak adott otthont.
A palota kezdetben a Lovasőrség palotája (Конногвардейским дом) néven volt ismert, mivel a cári lovas testőrség területén állt, mely ezred tagja volt Patyomkin is. Mai nevét Nagy Katalin cárnő adta Patyomkin halála után, mivel annak jelentős szerepe volt a Krím-félsziget (ókori nevén Taurica) 1783-as Oroszországhoz való visszacsatolásában, ezért megkapta a tauriai herceg címet.
Mojszej Urickij, a pétervári Cseka vezetőjének 1918-as meggyilkolása után a palotát Urickij-palotára keresztelték át, azonban ez nem ragadt meg a köztudatban és a történeti név maradt használatban.
A Krím-félsziget ügyeivel elfoglalt Patyomkin csak keveset tartózkodott a palotában, élete utolsó évében azonban bálokat és fogadásokat adott pétervári rezidenciájában. Az 1791. április 28-i bálról feljegyezték, hogy az fényűzőbb volt minden addigi oroszországi estélynél, melyre a cárnő mellett háromezer vendég volt hivatalos. A herceg a palota ajtajában állva, gyémántos aranygombokkal díszített, skarlátvörös frakkban várta az uralkodónőt. Katalin előtt 24 pár táncolt, majd a házigazda körbevezette vendégeit. Az egyes helyiségekben költők olvastak fel verseket, kórusok énekeltek, illetve egy francia komédia került bemutatásra.
Patyomkin 1791-es halála után Fjodor Grigorjevics Volkov vezényletével felújították az épületet. Ekkor az építész tervei alapján egy templommá alakították a nagy csarnokot, egy portikuszt csatoltak a főbejárathoz és a koncerttermet színházzá alakították. A palota bejáratát egy csatorna kötötte össze a Névával, így a kisebb hajók kiköthettek az épület előtt.
I. Pál cár idején újra átépítették a palotát, a lovasőrség rendezkedett be benne, egyes szobákat barakkokká alakítottak, a télikertben pedig istállókat létesítettek.

### 20. század
1906-ban a palota az orosz törvényhozás, az Állami Duma székhelye lett.
Az októberi forradalom után az ideiglenes kormány és a Petrográdi Szovjet székhelye lett az épület.
1918. január 19-én az Összoroszországi Alkotmányozó Gyűlés az első és utolsó ülését tartotta a palotában. Ugyanazon év májusában a bolsevikok itt tartották 7. kongresszusukat.
1920-tól 1991-ig a Kommunista Párt pártiskolájának adott otthont.
A palota jelenleg a FÁK tagállamainak parlamentközi közgyűlésének ad otthont.

## Egyéb

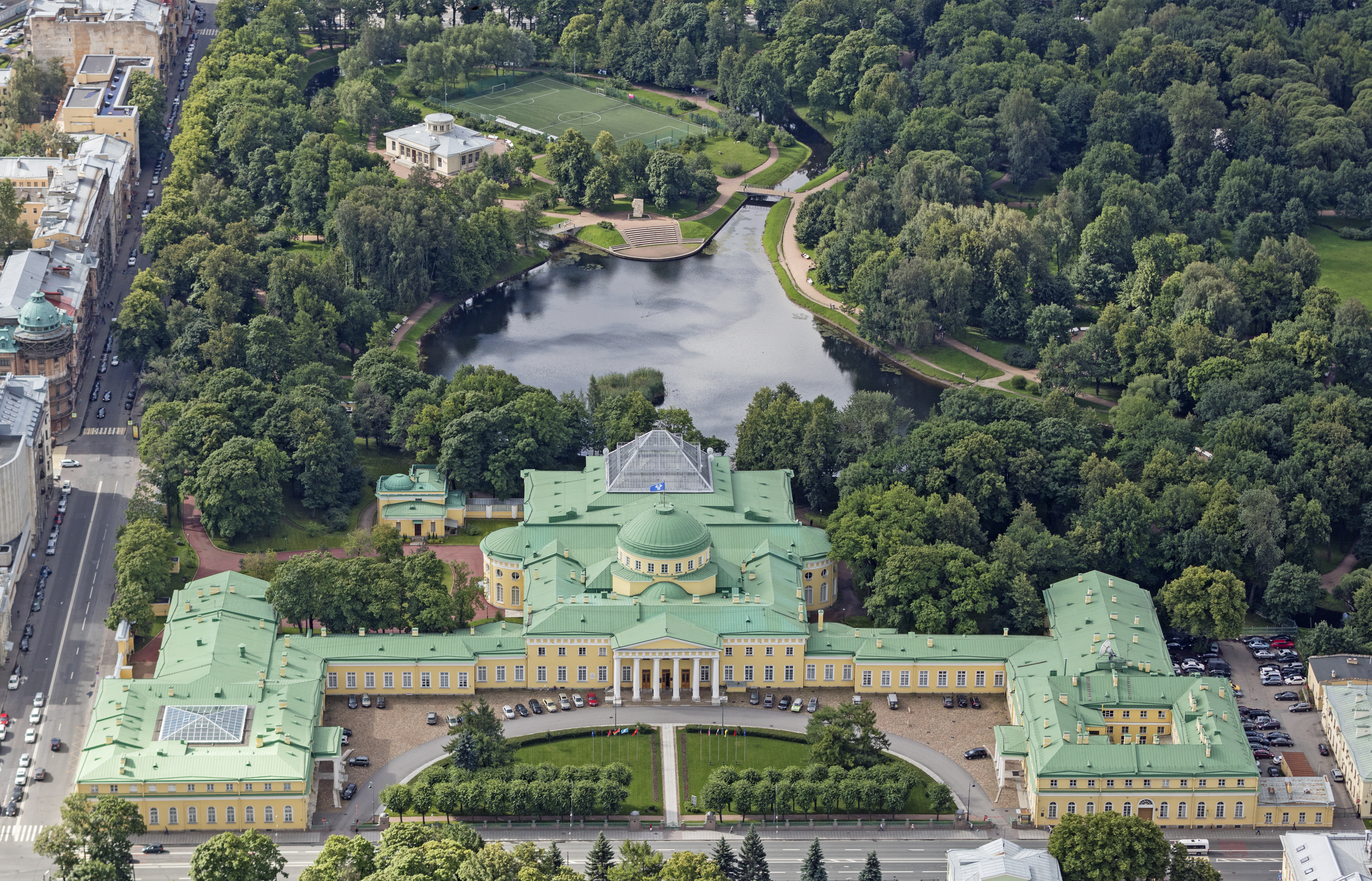
A palota és kertje madártávlatból

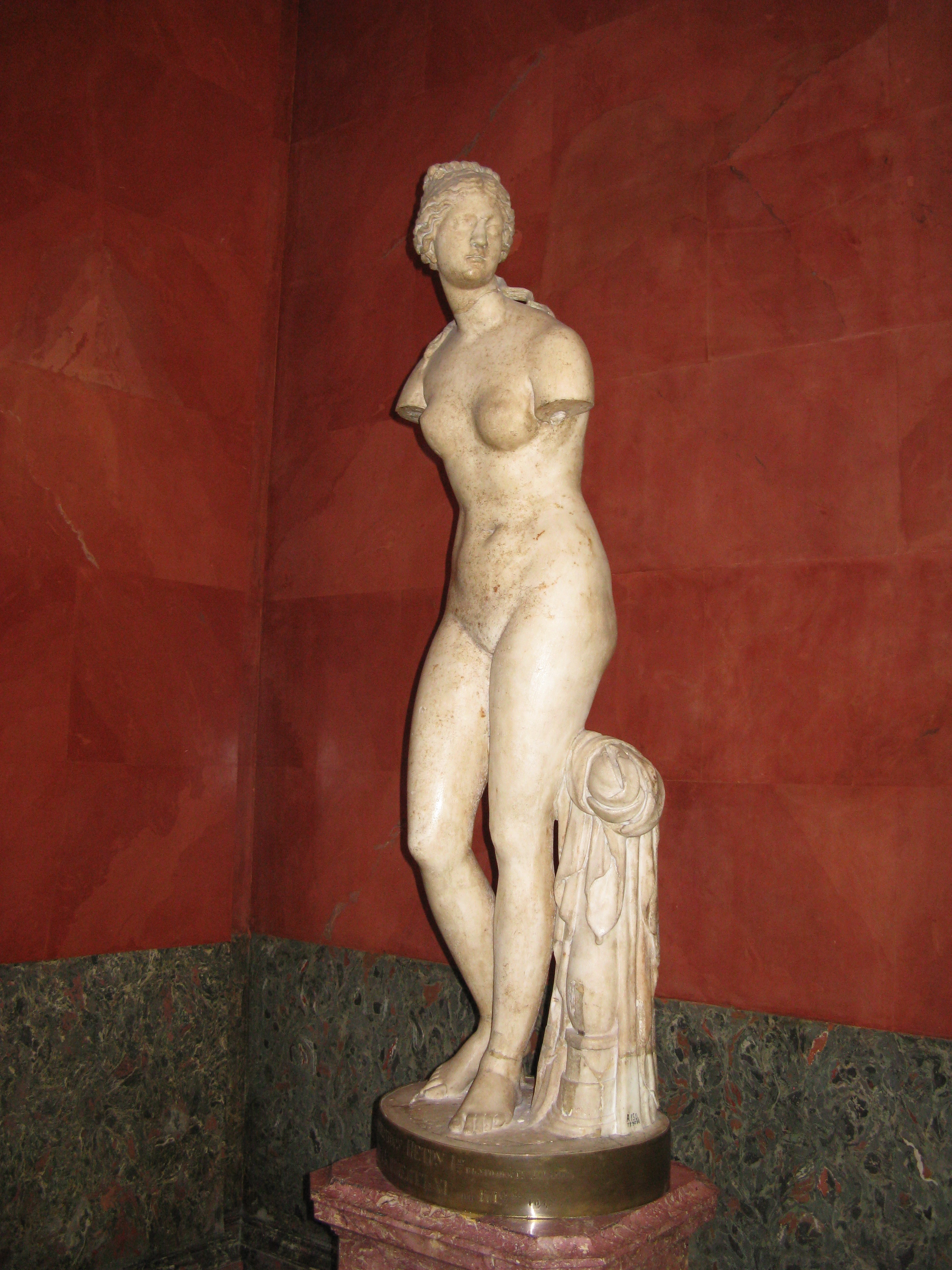
A Tauriai Venus

A palotáról kapta nevét a jelenleg az Ermitázsban kiállított Tauriai Venus. Ez volt az első ókori szobor, amely Oroszországba került. A szobrot 1718-ban ajándékozta XI. Kelemen pápa I. Péter cárnak, a Vatikán és Oroszország diplomáciai kapcsolatainak kezdetén. Az alkotás két évvel később érkezett Rómából Szentpétervárra, ahol a 19. század közepéig a Tauriai-palotában került elhelyezésre.
A palotában működik az Orosz Parlamenttörténeti Múzeum is.
Az épület mellett áll a „Virágok” (Цветы) kiállítócsarnok.

### Orgona
A Tauriai-palota orgonáját 2011-ben avatták fel, készítője Gerhard Grenzing orgonakészítő mester volt. A hangszer 23 regiszterrel, két manuállal és pedállal, illetve mechanikus traktúrával rendelkezik.
Az orgona beosztása:
| I Grand'Orgue C–a3 |                  |     |
| 1.                 | Bourdon          | 16′ |
| 2.                 | Montre           | 8′  |
| 3.                 | Flûte à cheminée | 8′  |
| 4.                 | Prestant         | 4′  |
| 5.                 | Flûte ouverte    | 4′  |
| 6.                 | Quarte           | 2′  |
| 7.                 | Cornet V         |     |
| 8.                 | Plein-Jeu IV     |     |
| 9.                 | Trompette        | 8′  |
|                    | Tremblant        |     |

| II Positif C–a3 |                             |       |
| 10.             | Bourdon                     | 8′    |
| 11.             | Salicional (tw. aus Nr. 10) | 8′    |
| 12.             | Prestant                    | 4′    |
| 13.             | Flûte Douce                 | 4′    |
| 14.             | Nazard                      | 2⁄3′  |
| 15.             | Doublette                   | 2′    |
| 16.             | Tierce                      | 13⁄5′ |
| 17.             | Larigot                     | 1⁄3′  |
| 18.             | Cromorne                    | 8′    |
|                 | Tremblant                   |       |

| II Pedale C–f1 |                         |     |
| 19.            | Soubasse                | 16′ |
| 20.            | Flûte                   | 8′  |
| 21.            | Flûte                   | 4′  |
| 22.            | Basson (tw. aus Nr. 23) | 16′ |
| 23.            | Trompette               | 8′  |

- Kopulák: II/I, I/P, II/P

## Galéria

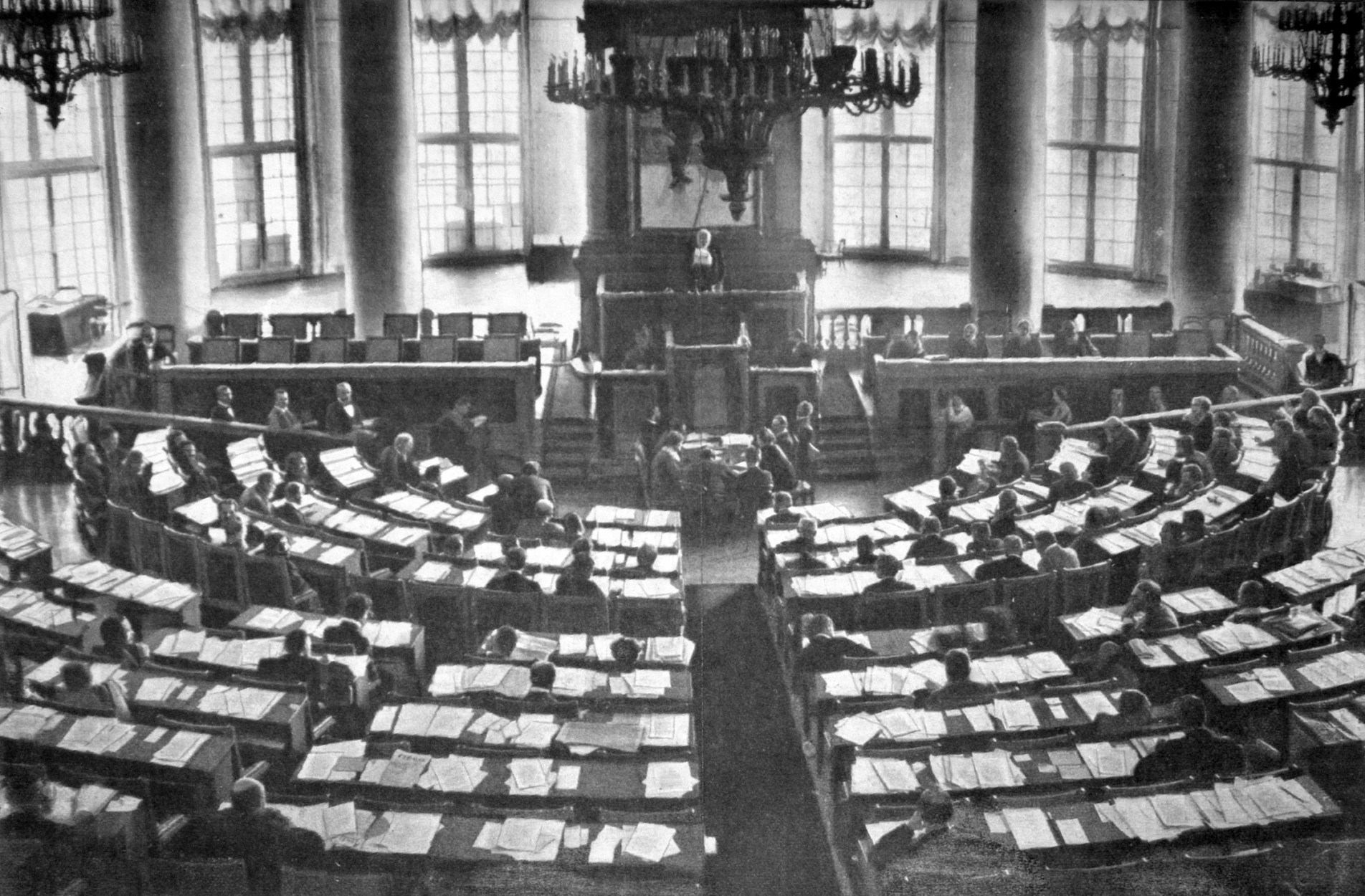
Az Állami Duma tanácsterme 1906 és 1917 között
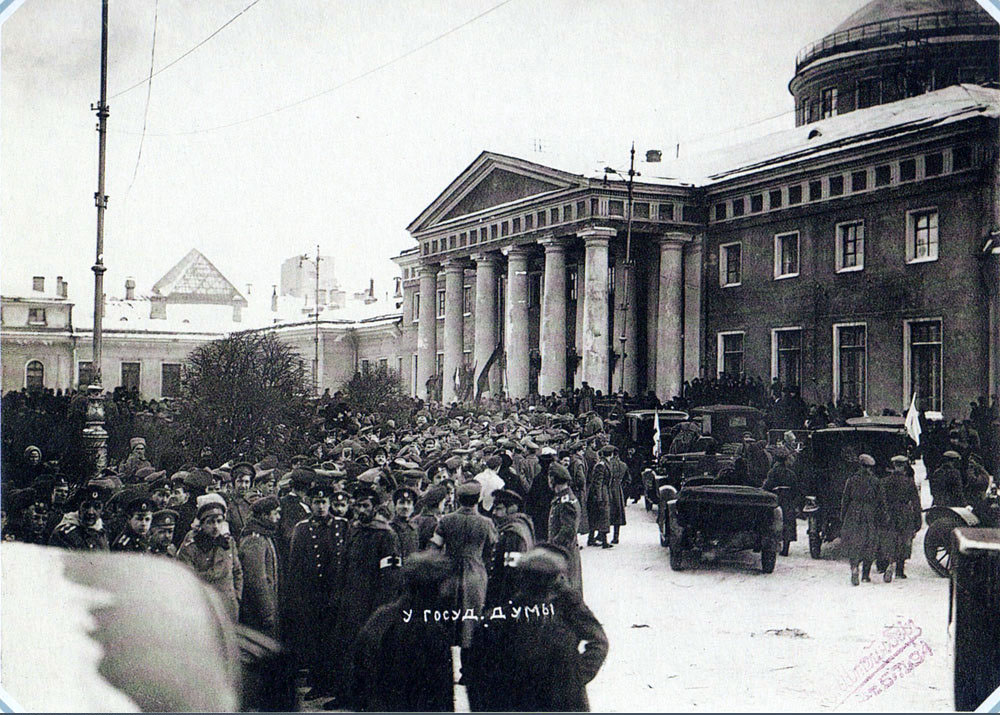
A palota az orosz munkás- és katonai bizottság ülése idején 1917 márciusában
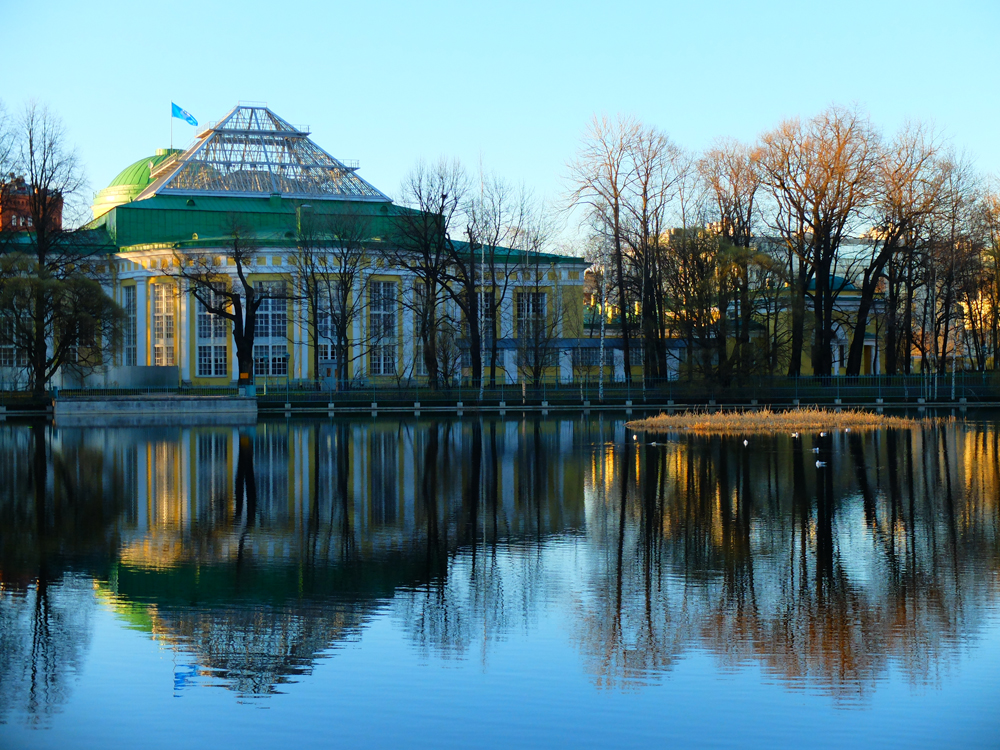
A palota és a kert
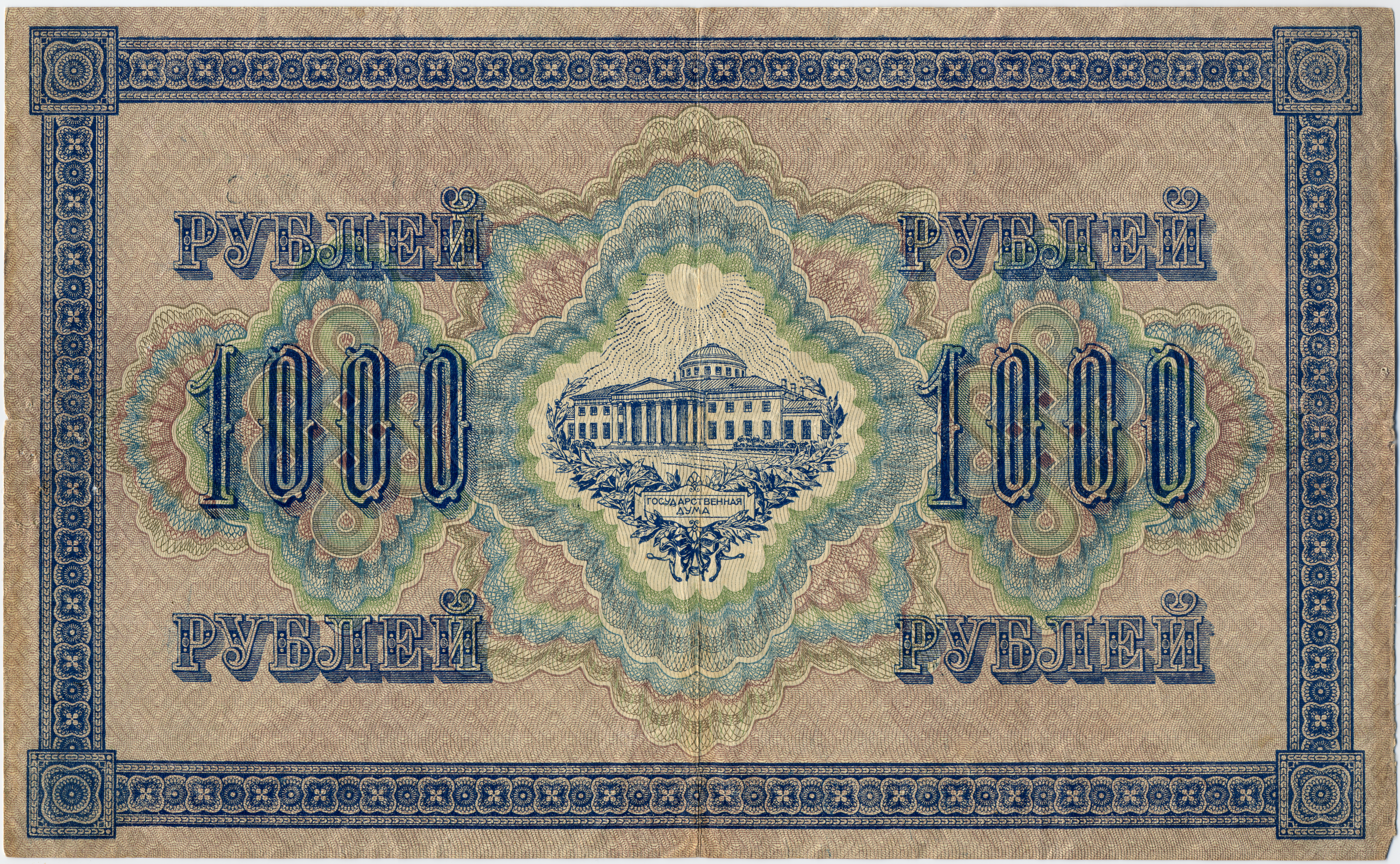
A palota ábrázolása egy bankjegyen
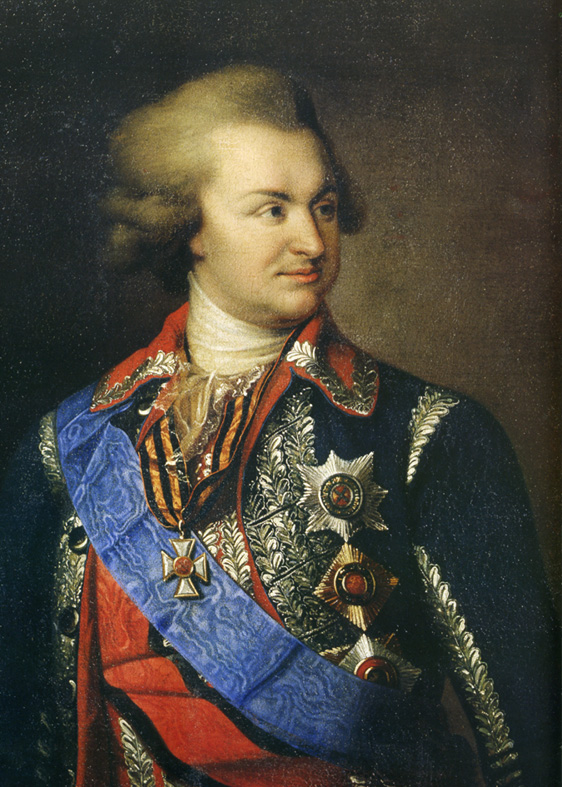
A névadó Patyomkin, Tauria hercege
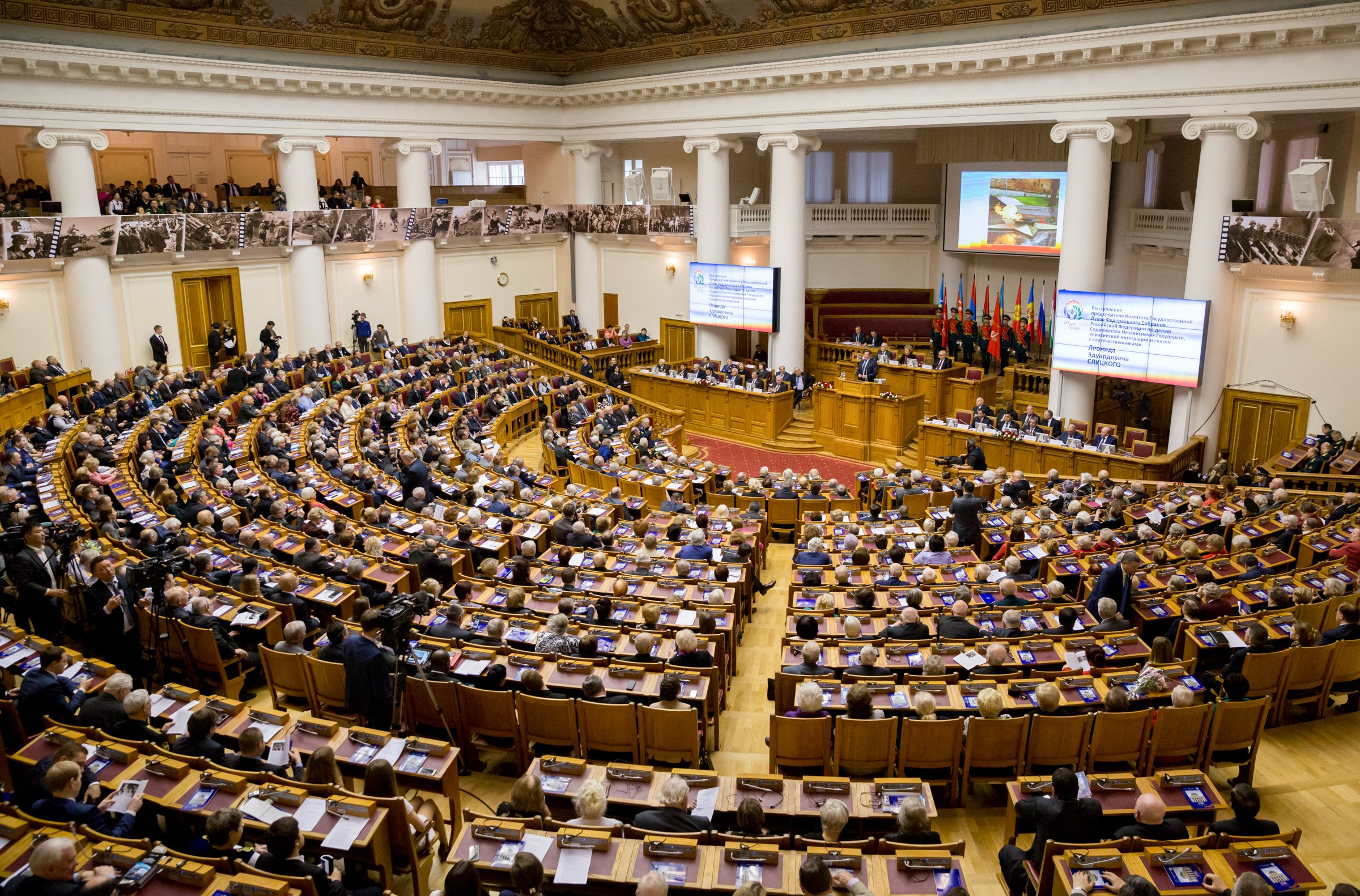
Az ülésterem 2015-ben
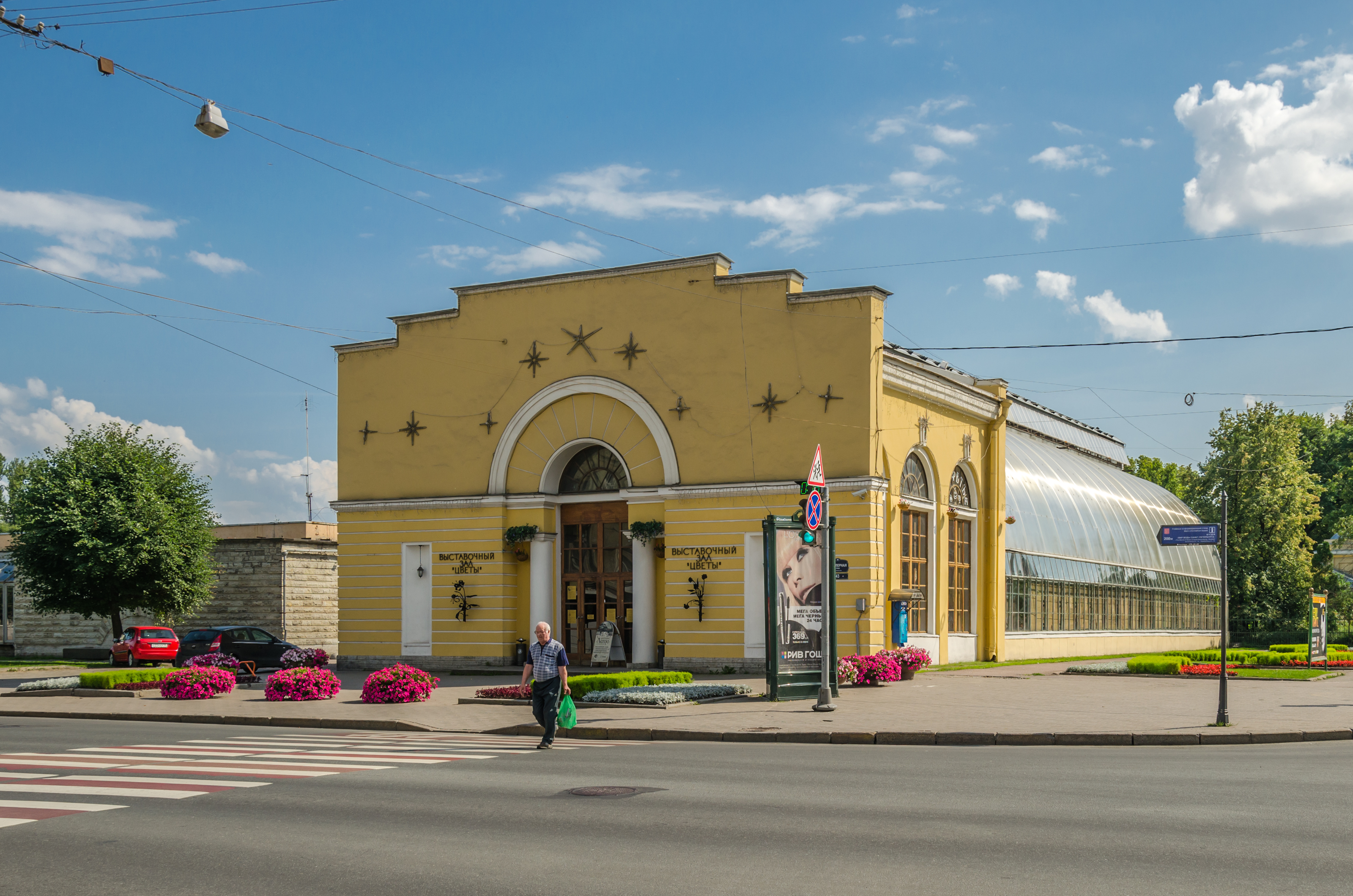
A „Virágok” csarnok
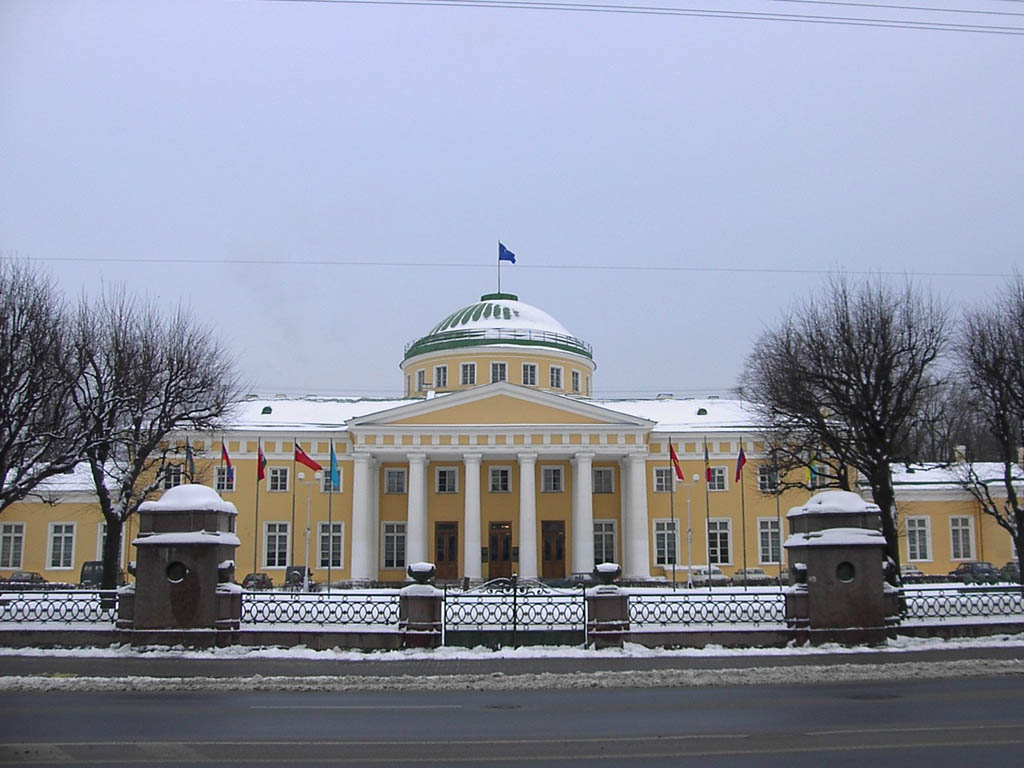
Az épület télen
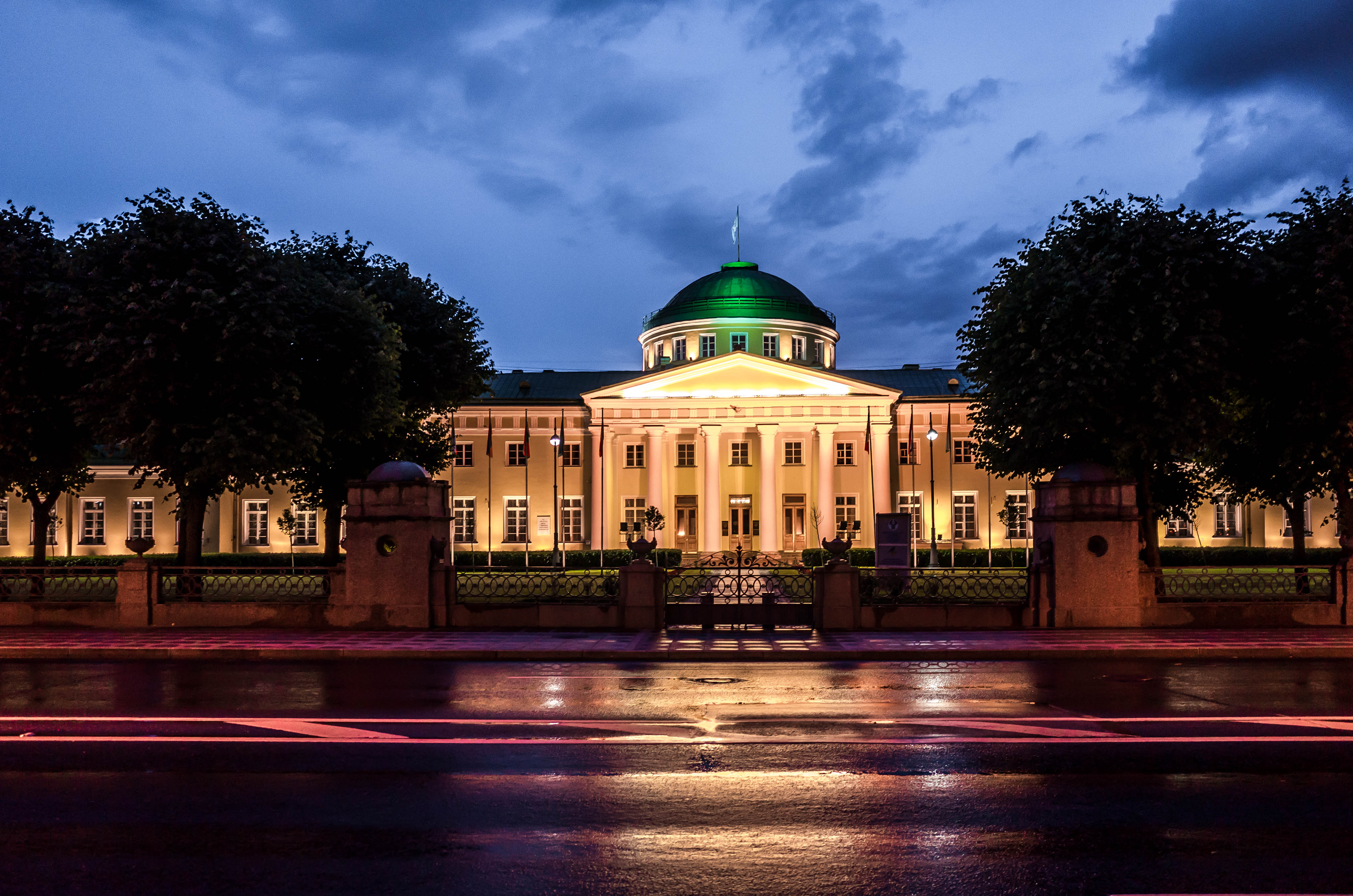
Esti fényben